# Helgoland (Schiff, 1966)
Die Helgoland (A 1457) war ein Bergungsschlepper der Klasse 720, der von 1966 bis 1997 für die Bundesmarine / Deutsche Marine in Dienst war. Seit 1998 ist das Schiff als ROU 22 Oyarvide für die Uruguayische Marine im Einsatz.

## Entwurf
Die Helgoland war das Typschiff der bei Schichau Unterweser (Baunummer 442) in Bremerhaven gebauten Helgoland-Klasse.
Der Rumpf ist in Maierform mit Eisverstärkung gebaut und in neun wasserdichte Abteilungen unterteilt. Die Aufbauten sind aus Leichtmetall. Zur Ausrüstung des Schiffes gehören ABC-Schutz, magnetischer Eigenschutz, Feuerlöschmonitore, Werkstätten, eine Dekompressionskammer, eine Schleppeinrichtung, ein 5-t-Ladebaum und ein hochauflösendes Sonar zur Wracksuche.
Als Bewaffnung stand eine Breda 40mm/L70 Doppellafette auf der Back. Sie wurde zunächst kokoniert und später ausgebaut. Darüber hinaus war die Verlegung von Seeminen möglich.

## Einsatz

### Bundesmarine / Deutsche Marine
Nach der Indienststellung am 8. März 1966 gehörte die Helgoland zum 2. Versorgungsgeschwader (ab April 1997 Trossgeschwader) und war im Marinestützpunkt Wilhelmshaven stationiert. Am 19. Dezember 1997 wurde sie außer Dienst gestellt, an der Wiesbadenbrücke aufgelegt und 1998 an die Uruguayische Marine verkauft.

### Uruguayische Marine
Im September 1998 wurde das Schiff am Hannoverkai ausgerüstet und dort am 21. September 1998 als ROU 22 Oyarvide wieder in Dienst gestellt. Nach einer Überholung bei der Neuen Jadewerft verließ die Oyarvide am 7. November 1998 Wilhelmshaven und erreichte ihren neuen Heimathafen Montevideo im Dezember des Jahres.
Der ozeanographische, hydrologische und meteorologische Dienst der Uruguayischen Marine (Servicio de Oceanografía, Hidrografía y Meteorología de la Armada (SOHMA)) setzt die Oyarvide überwiegend als hydrographisches Vermessungsschiff mit modernster bathymetrischer Ausrüstung ein. Die Fähigkeit für SAR-Einsätze, maritime Brandbekämpfung und Bergung von Havaristen ist erhalten geblieben.

## Erläuterungen
1. 1 2  ROU ist die Abkürzung für República Oriental del Uruguay und der Namenspräfix uruguayischer Schiffe
2. ↑  Der in der Marine gebrauchte Fachbegriff (Ein)kokonieren beinhaltet das Konservieren und das (luftdichte) Verschließen eines Geräts oder sogar eines ganzen Schiffes. In der Schifffahrt bezeichnet man ein so außer Betrieb genommenes Schiff als Auflieger. Umgangssprachlich nennt man diesen Vorgang auch „Einmotten“.